# 35 Arietis
35 Arietis este o stea din constelația Berbecul.
1. ↑  Gaia Early Data Release 3